# Peter Jordan
Pour les articles homonymes, voir Jordan.
Peter Jordan est un acteur canadien originaire de Winnipeg.

## Filmographie
- 1986 : Mistress Madeleine : Vicar
- 1989 : It's a Living (série TV)
- 1996 : Heck's Way Home (TV) : Hotel Manager
- 1997 : It's a Living (série TV) : Host
- 2000 : Nostradamus : Red Mabus
- 2002 : Rapsodiya v byalo : Gospodin Brunschweis
- 2004 : Das Duo - Falsche Träume (TV)